# Campeonato Brasileiro de Futebol Feminino - Série A2
A Série A2 do Campeonato Brasileiro Feminino é uma competição de futebol feminino, equivalente à segunda divisão do campeonato nacional, organizada pela Confederação Brasileira de Futebol (CBF).
Desde a primeira edição, em 2017, a competição é realizada em formato misto, composta por fases de grupos e partidas eliminatórias.  No entanto, o formato sofreu algumas mudanças ao longo dos anos em decorrência da variação do número de datas e participantes. Na edição mais recente, foi  disputada por 16 clubes.
Em sete edições realizadas, a competição teve seis campeões diferentes, sendo que todas as regiões já tiveram pelo menos um representante vitorioso.

## História
O campeonato foi instituído em 2017 e teve o Pinheirense como primeiro campeão. Na ocasião, o clube do Pará ficou com o título ao ser beneficiado pela regra do gol qualificado. Em 2018, o Minas Brasília saiu vitorioso da decisão por pênaltis contra o Vitória.
No ano de 2019, entrou em vigor as exigências de CBF e Confederação Sul-Americana de Futebol. Dessa forma, o número de participantes aumentou significativamente e um novo formato foi adotado. O São Paulo consagrou-se campeão contra o Cruzeiro (5–1 no placar agregado). Além dos finalistas, Grêmio e Palmeiras também garantiram o acesso para a primeira divisão. Nos dois anos seguintes, a competição foi vencida por Napoli e Red Bull Bragantino.
Em 2022, a CBF criou a terceira divisão e o sistema de qualificação foi readequado. Naquele ano, 16 clubes participaram e o título ficou com o Ceará.

## Formato
Desde a primeira edição, em 2017, a competição foi disputada em formato misto: com fases de grupos e partidas eliminatórias. Para a primeira edição, dois grupos de oito clubes foram formados, com os dois melhores de cada se classificando para as semifinais. O regulamento, inclusive, permaneceu semelhante em 2018, com exceção de uma fase eliminatória inicial.
Em 2019, a CBF aumento o número de participantes para 36, sendo os 27 campeões estaduais, os dois rebaixados da Série A1 de 2018 e os sete melhores do ranking da CBF. Os clubes foram divididos em seis grupos. Na primeira fase, após cinco rodadas, os dois primeiros de cada e os quatro melhores terceiros se classificaram. A partir da segunda fase do torneio, o sistema passou a adotar jogos eliminatórios, com os vencedores dos placares agregados avançando até a final. Este regulamento permaneceu em vigor até 2022,
quando a entidade criou a terceira divisão e readequou o sistema de qualificação. Na ocasião, quatro grupos de quatro clubes foram formados na primeira fase, com os dois melhores de cada se classificando para as quartas de final e os quatro últimos gerais rebaixados.

## Campeões

### Títulos por clube
| Pos  | Clube                | Títulos | Vices | Semifinais |
| ---- | -------------------- | ------- | ----- | ---------- |
| 1.º  | Red Bull Bragantino  | 2       | —     | —          |
| 2.º  | Bahia                | 1       | —     | 2          |
| 3.º  | Pinheirense          | 1       | —     | —          |
| 3.º  | Minas Brasília       | 1       | —     | —          |
| 3.º  | São Paulo            | 1       | —     | —          |
| 3.º  | Napoli               | 1       | —     | —          |
| 3.º  | Ceará                | 1       | —     | —          |
| 8.º  | Botafogo             | —       | 1     | 1          |
| 8.º  | 3B da Amazônia       | —       | 1     | 1          |
| 10.º | Portuguesa           | —       | 1     | —          |
| 10.º | Vitória              | —       | 1     | —          |
| 10.º | Cruzeiro             | —       | 1     | —          |
| 10.º | Atlético Mineiro     | —       | 1     | —          |
| 10.º | Athletico Paranaense | —       | 1     | —          |
| 10.º | Fluminense           | —       | 1     | —          |
| 16.º | Tiradentes-PI        | —       | —     | 1          |
| 16.º | Internacional        | —       | —     | 1          |
| 16.º | Palmeiras            | —       | —     | 1          |
| 16.º | ESMAC                | —       | —     | 1          |
| 16.º | Real Ariquemes       | —       | —     | 1          |
| 16.º | Juventude            | —       | —     | 1          |
| 16.º | Caucaia              | —       | —     | 1          |
| 16.º | Grêmio               | —       | —     | 1          |
| 16.º | Real Brasília        | —       | —     | 1          |
| 16.º | CRESSPOM             | —       | —     | 1          |
| 16.º | América Mineiro      | —       | —     | 1          |
| 16.º | Sport                | —       | —     | 1          |

### Títulos por federação
| Pos  | Federação         | Títulos | Vices | Semifinais |
| ---- | ----------------- | ------- | ----- | ---------- |
| 1.º  | São Paulo         | 3       | 1     | 1          |
| 2.º  | Bahia             | 1       | 1     | 2          |
| 3.º  | Distrito Federal  | 1       | —     | 2          |
| 4.º  | Pará              | 1       | —     | 1          |
| 4.º  | Ceará             | 1       | —     | 1          |
| 6.º  | Santa Catarina    | 1       | —     | —          |
| 7.º  | Minas Gerais      | —       | 2     | 1          |
| 7.º  | Rio de Janeiro    | —       | 2     | 1          |
| 9.º  | Paraná            | —       | 1     | —          |
| 10.º | Amazonas          | —       | 1     | 1          |
| 11.º | Rio Grande do Sul | —       | —     | 3          |
| 12.º | Piauí             | —       | —     | 1          |
| 12.º | Rondônia          | —       | —     | 1          |
| 12.º | Pernambuco        | —       | —     | 1          |

### Títulos por região
| Pos | Federação    | Títulos | Vices | Semifinais |
| --- | ------------ | ------- | ----- | ---------- |
| 1.º | Sudeste      | 3       | 5     | 3          |
| 2.º | Nordeste     | 2       | 1     | 5          |
| 3.º | Sul          | 1       | 1     | 3          |
| 4.º | Norte        | 1       | 1     | 3          |
| 5.º | Centro-Oeste | 1       | —     | 2          |